# Hal Price
Hal Price (ur. 24 czerwca 1886 w Wauseon, w stanie Ohio, zm. 15 kwietnia 1964 w Los Angeles, Kalifornia) – amerykański aktor filmowy.

## Życiorys
Urodził się w Wauseon w stanie Ohio. W latach 1930–1952 wystąpił w ponad 260 filmach. Ojciec aktorki Lu Leonard. Zmarł na miażdżycę w Los Angeles.

## Wybrana filmografia
- 1938: Call the Mesquiteers
- 1939: The Man from Texas
- 1940: Lone Star Raiders
- 1941: Gangs of Sonora
- 1942: Sheriff of Sage Valley
- 1942: Raiders of the Range